# DIN 66303
Die DIN-Norm DIN 66303 (DIN – Deutsches Institut für Normung) ist ein Zeichensatz-Standard, der für die Zeichenkodierung in Computersystemen benutzt wird. Der Standard DIN 66303 trägt den Titel „Informationstechnik: 8-Bit-Code“ und wurde erstmals im November 1986 (DIN 66303:1986-11) veröffentlicht.
Momentan aktuell ist die Version vom Juni 2000 (DIN 66303:2000-06).
Der Zeichensatz nach DIN 66303:2000-06 entspricht in Umfang und Zeichenanordnung dem international standardisierten ISO 8859-1.
Der noch häufig verwendete Vorgänger DIN 66303:1986-11 definiert zwei Codepages, die Allgemeine Referenz-Version des 8-Bit-Code (ARV8) und die Deutsche Referenz-Version des 8-Bit-Code (DRV8).
Die DRV8 ist dabei eine Erweiterung der DIN 66003 (7-Bit-Zeichensatz) um europäische Sonderzeichen; die ARV8 stellt eine Umordnung der DIN 66003 auf die international üblichen Positionen dar.

## Tabellen

### DIN 66303:1986-11 – Deutsche Referenz-Version des 8-Bit-Code (DRV8)
| Code | …0           | …1           | …2           | …3           | …4           | …5           | …6           | …7           | …8           | …9           | …A           | …B           | …C           | …D           | …E           | …F           |
| ---- | ------------ | ------------ | ------------ | ------------ | ------------ | ------------ | ------------ | ------------ | ------------ | ------------ | ------------ | ------------ | ------------ | ------------ | ------------ | ------------ |
| 0…   | nicht belegt | nicht belegt | nicht belegt | nicht belegt | nicht belegt | nicht belegt | nicht belegt | nicht belegt | nicht belegt | nicht belegt | nicht belegt | nicht belegt | nicht belegt | nicht belegt | nicht belegt | nicht belegt |
| 1…   | nicht belegt | nicht belegt | nicht belegt | nicht belegt | nicht belegt | nicht belegt | nicht belegt | nicht belegt | nicht belegt | nicht belegt | nicht belegt | nicht belegt | nicht belegt | nicht belegt | nicht belegt | nicht belegt |
| 2…   | SP           | !            | "            | #            | $            | %            | &            | '            | (            | )            | *            | +            | ,            | -            | .            | /            |
| 3…   | 0            | 1            | 2            | 3            | 4            | 5            | 6            | 7            | 8            | 9            | :            | ;            | <            | =            | >            | ?            |
| 4…   | §            | A            | B            | C            | D            | E            | F            | G            | H            | I            | J            | K            | L            | M            | N            | O            |
| 5…   | P            | Q            | R            | S            | T            | U            | V            | W            | X            | Y            | Z            | Ä            | Ö            | Ü            | ^            | _            |
| 6…   | `            | a            | b            | c            | d            | e            | f            | g            | h            | i            | j            | k            | l            | m            | n            | o            |
| 7…   | p            | q            | r            | s            | t            | u            | v            | w            | x            | y            | z            | ä            | ö            | ü            | ß            |              |
| 8…   | nicht belegt | nicht belegt | nicht belegt | nicht belegt | nicht belegt | nicht belegt | nicht belegt | nicht belegt | nicht belegt | nicht belegt | nicht belegt | nicht belegt | nicht belegt | nicht belegt | nicht belegt | nicht belegt |
| 9…   | nicht belegt | nicht belegt | nicht belegt | nicht belegt | nicht belegt | nicht belegt | nicht belegt | nicht belegt | nicht belegt | nicht belegt | nicht belegt | nicht belegt | nicht belegt | nicht belegt | nicht belegt | nicht belegt |
| A…   | NBSP         | ¡            | ¢            | £            | ¤            | ¥            | ¦            | @            | ¨            | ©            | ª            | «            | ¬            | SHY          | ®            | ¯            |
| B…   | °            | ±            | ²            | ³            | ´            | µ            | ¶            | ·            | ¸            | ¹            | º            | »            | ¼            | ½            | ¾            | ¿            |
| C…   | À            | Á            | Â            | Ã            | [            | Å            | Æ            | Ç            | È            | É            | Ê            | Ë            | Ì            | Í            | Î            | Ï            |
| D…   | Ð            | Ñ            | Ò            | Ó            | Ô            | Õ            | \            | ×            | Ø            | Ù            | Ú            | Û            | ]            | Ý            | Þ            | ~            |
| E…   | à            | á            | â            | ä            | {            | å            | æ            | ç            | è            | é            | ê            | ë            | ì            | í            | î            | ï            |
| F…   | ð            | ñ            | ò            | ó            | ô            | õ            | \|           | ÷            | ø            | ù            | ú            | û            | }            | ý            | þ            | ÿ            |

DRV8 weicht an den orange markierten Stellen von ISO 8859-1 ab.

### DIN 66303:1986-11 – Allgemeine Referenz-Version des 8-Bit-Code (ARV8)
| Code | …0           | …1           | …2           | …3           | …4           | …5           | …6           | …7           | …8           | …9           | …A           | …B           | …C                                                                               | …D           | …E           | …F           |
| ---- | ------------ | ------------ | ------------ | ------------ | ------------ | ------------ | ------------ | ------------ | ------------ | ------------ | ------------ | ------------ | -------------------------------------------------------------------------------- | ------------ | ------------ | ------------ |
| 0…   | nicht belegt | nicht belegt | nicht belegt | nicht belegt | nicht belegt | nicht belegt | nicht belegt | nicht belegt | nicht belegt | nicht belegt | nicht belegt | nicht belegt | nicht belegt                                                                     | nicht belegt | nicht belegt | nicht belegt |
| 1…   | nicht belegt | nicht belegt | nicht belegt | nicht belegt | nicht belegt | nicht belegt | nicht belegt | nicht belegt | nicht belegt | nicht belegt | nicht belegt | nicht belegt | nicht belegt                                                                     | nicht belegt | nicht belegt | nicht belegt |
| 2…   | SP           | !            | "            | #            | $            | %            | &            | '            | (            | )            | *            | +            | ,                                                                                | -            | .            | /            |
| 3…   | 0            | 1            | 2            | 3            | 4            | 5            | 6            | 7            | 8            | 9            | :            | ;            | <                                                                                | =            | >            | ?            |
| 4…   | @            | A            | B            | C            | D            | E            | F            | G            | H            | I            | J            | K            | L                                                                                | M            | N            | O            |
| 5…   | P            | Q            | R            | S            | T            | U            | V            | W            | X            | Y            | Z            | [            | \                                                                                | ]            | ^            | _            |
| 6…   | `            | a            | b            | c            | d            | e            | f            | g            | h            | i            | j            | k            | l                                                                                | m            | n            | o            |
| 7…   | p            | q            | r            | s            | t            | u            | v            | w            | x            | y            | z            | {            | \|\|\|}\|\|~\|\|class="hintergrundfarbe9" style="border-bottom-style: hidden;"\| |              |              |              |
| 8…   | nicht belegt | nicht belegt | nicht belegt | nicht belegt | nicht belegt | nicht belegt | nicht belegt | nicht belegt | nicht belegt | nicht belegt | nicht belegt | nicht belegt | nicht belegt                                                                     | nicht belegt | nicht belegt | nicht belegt |
| 9…   | nicht belegt | nicht belegt | nicht belegt | nicht belegt | nicht belegt | nicht belegt | nicht belegt | nicht belegt | nicht belegt | nicht belegt | nicht belegt | nicht belegt | nicht belegt                                                                     | nicht belegt | nicht belegt | nicht belegt |
| A…   | nicht belegt | nicht belegt | nicht belegt | nicht belegt | nicht belegt | nicht belegt | nicht belegt | nicht belegt | nicht belegt | nicht belegt | nicht belegt | nicht belegt | nicht belegt                                                                     | nicht belegt | nicht belegt | nicht belegt |
| B…   | nicht belegt | nicht belegt | nicht belegt | nicht belegt | nicht belegt | nicht belegt | nicht belegt | nicht belegt | nicht belegt | nicht belegt | nicht belegt | nicht belegt | nicht belegt                                                                     | nicht belegt | nicht belegt | nicht belegt |
| C…   |              |              |              |              | Ä            |              |              |              |              |              |              |              |                                                                                  |              |              |              |
| D…   |              |              |              |              |              |              | Ö            |              |              |              |              |              | Ü                                                                                |              |              | ß            |
| E…   |              |              |              |              | ä            |              |              |              |              |              |              |              |                                                                                  |              |              |              |
| F…   |              |              |              |              |              |              | ö            |              |              |              |              |              | ü                                                                                |              |              |              |